# チッチャーノ
チッチャーノ（イタリア語: Cicciano）は、イタリア共和国カンパニア州ナポリ県にある、人口約1万3000人の基礎自治体（コムーネ）。

## 地理

### 位置・広がり
ナポリ県北東部のコムーネ。県都ナポリから東北東へ26kmの距離にある。

#### 隣接コムーネ
隣接するコムーネは以下の通り。
- カンポザーノ
- コミツィアーノ
- ノーラ
- ロッカライーノラ
- トゥフィーノ